# Han-Zhao
Han-Zhao (chinesisch 漢趙 / 汉赵, Pinyin Hàn-Zhào), auch die Frühere Zhao (前趙 / 前赵) genannt, war der erste der zahlreichen chinesischen bzw. sinisierten Kleinstaaten während der Periode der Sechzehn Reiche. Er wurde im Jahre 304 von Liu Yuan (劉淵 / 刘渊) gegründet und ging 329 im Angriff der Späteren Zhao unter. Das Heimatgebiet der Han-Zhao war die heutige Provinz Shanxi, in ihrer größten Ausdehnung konnten sie ihren Machtbereich auf die heutige Provinz Henan ausdehnen.

## Herkunft der Han-Zhao
Um die Landwirtschaft in Zentralchina wieder zu beleben, versuchte die Regierung der Westlichen Jin, zum Teil mit Gewalt, Minderheitvölker aus dem Norden und Westen Chinas ins Land zu holen. Dadurch wurden ganze Bevölkerungsgruppen umgesiedelt. Um die so umgesiedelte Bevölkerung unter Kontrolle zu halten, ließen die Jin-Herrscher jedoch die Sippenstruktur der Völker intakt und gestatteten den Volksführern weitreichende Befugnisse, um ihre eigenen Bevölkerungsteile zu kontrollieren, was auch Gewalt über militärische oder paramilitärische Einheiten beinhaltete. Der erste Kaiser von Han-Zhao war ein (Süd-)Xiongnu-König, dessen Sippe sich bereits am Ende der Han-Zeit in Shanxi niedergelassen hatte. Seine Vorfahren nahmen den chinesischen Namen Liu an, als sie nach China einwanderten.

## Errichtung der Han-Zhao
Die Wirren innerhalb der Kaiserfamilie verhinderten, dass die Jin-Regierung effektiv gegen die Konfliktherde vorgehen konnte, die durch die massenweise Einwanderung fremder Bevölkerungsteile ins Land entstanden waren. Auf dem Land herrschte das Recht der Stärkeren und Liu Yuan wurde so von den Jin-Herrschern zum Graf und Militärgouverneur der Provinz erhoben.
Als die Zügel der Zentralregierung immer mehr nachließen und Unruhe um sich griff, wählten die Xiongnuhäuptlinge ihn als ihren starken Mann zum Herrscher. 304 erhob sich Liu Yuan gegen die Jin-Regierung und nannte sich aufgrund einer legendären Heiratsverbindung „König von Han“. Schnell konnte er ganz Shanxi besetzen und 308 ließ er sich schließlich zum Kaiser ausrufen.

## Vernichtung der Westlichen Jin-Dynastie
Die Westliche Jin-Dynastie wurde zu diesem Zeitpunkt bereits durch innere Unruhe stark geschwächt. Durch seine schnelle Erfolge bekam Liu Yuan viel Zulauf. Vor allem zwei seiner Generäle traten besonders hervor: Liu Yao (劉曜 / 刘曜) und Shi Le (石勒), beide sollten später selbst den Kaiserthron besteigen.
310 starb Liu Yuan, sein jüngerer Sohn Liu Cong  (劉聰 / 刘聪; † 318) tötete seinen Bruder und ließ sich selbst zum Nachfolger ausrufen. Mai 311 konnte General Shi Le die Hauptstreitkraft von Jin vernichtend schlagen, so dass die Jin-Hauptstadt Luoyang ungeschützt vor der feindlichen Armee lag. Im Juli fiel dann die Hauptstadt, der Jin-Kaiser Huai wurde gefangen genommen. Die plündernde Han-Armee richtete ein Massaker unter der Bevölkerung an, wobei über 30.000 Menschen umkamen. Zwar versuchten noch einige Restaufgebote die Jin-Dynastie um die neue Hauptstadt Chang’an zu erhalten, doch war dieser Versuch vergeblich. 316 umzingelte General Liu Yao Chang’an. Da Entsatz nicht in Sicht war, kapitulierte der letzte westliche Jin-Kaiser Min und wurde (wie sein Vorgänger) schließlich von den Hunnen hingerichtet.

## Machtkämpfe und Spaltung
Eine immanente innere Schwäche der Han-Zhao-Kaiser war ihr fehlendes Verständnis für die Verwaltung eines riesigen Landes wie China. Sie waren Heerführer. So überließen sie die Verwaltung weitestgehend den lokalen Anführern der jeweiligen Völker. Auch trugen sie wenig dazu bei, die Konflikte zwischen den Völkern zu lösen, als vielmehr diese noch zu verschärfen. Aufstände innerhalb der von ihnen besetzte Gebieten waren an der Tagesordnung. Auch auf der höheren Machtebene herrschte hehres Chaos.
Allein mit Gewalt konnte Liu Cong die Aufstände langsam niederschlagen und die inneren Konflikte zumindest in Zaum halten. Doch mit seinem Tod 318 brachen die Kämpfe erneut aus: Im selben Jahr führte ein General des Verstorbenen einen Putsch an. Er tötete alle Mitglieder der Kaiserfamilie, die in der Hauptstadt waren. Als die beiden fähigsten Generäle von dem Umsturz erfuhren, rückten sie unverzüglich mit ihren Truppen gegen die Hauptstadt vor, wobei sich Liu Yao vorsorglich zum neuen Kaiser ausrufen ließ.
Liu Yao war ein Adoptivsohn des Staatsgründers Liu Yuan. Wie Shi Le hatte er maßgeblich zu den militärischen Erfolgen von Han-Zhao beigetragen. Zur Zeit des Putsches war er in Chang’an stationiert, während sich Shi Le eine eigene Machtbasis im heutigen Hebei errichtet hatte. Beide wollten die Gelegenheit nutzen, den Kaiserthron zu besteigen. Die Rebellen in der Hauptstadt wussten, dass sie sich nicht gegen die Streitmacht der beiden mächtigen Generäle behaupten konnten. So kam es kurzerhand zu einem Staatsstreich nach dem Staatsstreich, wobei der ursprüngliche Usurpator von seinen eigenen Verwandten getötet wurde. Die Rebellen kapitulierten vor Liu Yao. Zu diesem Zeitpunkt war das Verhältnis zwischen Liu Yao und Shi Le bereits mehr als angespannt. Da Liu Yao wusste, dass die Situation in der Hauptstadt noch nicht beruhigt war und sein eigener Rücken nicht frei war, versuchte er, einer Konfrontation mit Shi Le aus dem Weg zu gehen. 
Er ernannte Shi Le zum König von Zhao. De facto hatte er die Unabhängigkeit von Shi Le zu diesem Zeitpunkt anerkannt. Zugleich änderte er seinen Staatsnamen von Han auf Zhao und nannte sich Kaiser von Zhao. Daher der historisch überlieferte Name Han-Zhao oder Frühere Zhao.
Liu Yao war mit den gleichen Problemen konfrontiert wie seine Vorgänger, er brachte genau so wenig Verständnis für die Verwaltung auf und musste mit den gleichen brutalen Methoden gegen alle Aufstände vorgehen. So stand auch seine Regierung auf einer sehr brüchigen Basis wie die seiner Vorgänger.

## Untergang
Die offene Auseinandersetzung zwischen Shi Le († 333) und Liu Yao brach im Jahre 325 aus. Sommer 328 fiel Shi Les Armee wieder in Han-Zhao-Gebiet ein. Liu Yao beschloss, die Sache ein für alle Male zu lösen. Er führte seine Truppe persönlich an und konnte im Herbst erheblichen Erfolg für sich verbuchen. Im Winter kam es vor der Stadt Luoyang zum Entscheidungsschlacht. Die beiden Armeen prallten aufeinander. Wegen Leichtsinns und taktischer Fehler wurde Lius Armee vernichtend geschlagen und Liu gefangen genommen.
Shi Le bot seinem Rivalen an, sein Leben zu verschonen, wenn Liu seine Anhänger dazu bewegen könnte, sich zu ergeben. Liu jedoch schrieb einen Brief an seinen Sohn, der sein Nachfolger sein sollte, und gab die Losung aus, dass er durchhalten und Rache nehmen solle. Daraufhin wurde Liu Yao getötet.
Liu hatte seine Machtbasis jedoch komplett falsch eingeschätzt. Der Staat Han-Zhao wurde schon immer allein von seiner Militärmacht zusammengehalten. Eine effektive Verwaltung und andere Methoden, den Staat zusammenzuhalten, fehlten. So zerfiel das Staatsgebilde sofort, als die Nachrichten seiner Niederlage und Gefangennahme die Hauptstadt erreichten. Sein Sohn war unter diesen Umständen kaum in der Lage, irgendwelchen Widerstand zu leisten. Im Jahr darauf überrannte die Armee von Shi Le das frühere Gebiet von Han-Zhao und nahm auch seinen Sohn gefangen. Damit war Han-Zhaos Geschichte zu Ende.
Doch auch der Staat des Shi Le – die Späteren Zhao – sollte bereits kurz nach dem Tode seines zweiten Nachfolgers Shi Hu (gest. 349) untergehen.

## Kaiser der Han-Zhao
| Ehrenname1           | Name2                  | Tempelname3     | Regierungszeit | Anmerkungen                                                                                             |
| -------------------- | ---------------------- | --------------- | -------------- | --- |
| Guang Wen (光文皇帝) | Liu Yuan (劉淵 / 刘渊) | Ahne Gao (高祖) | 304-310        | 304 rief sich Liu Yuan zum König von Han aus. Ab November 308 nannte er sich Kaiser.                    |
|                      | Liu He (劉和 / 刘和)   |                 | 7 Tage in 310  | |
| Zhao Wu (昭武皇帝)   | Liu Cong (劉聰 / 刘聪) | Ahne Lie (烈宗) | 310-318        | Sohn von Liu Yuan. Ermordete seinen Bruder, um an die Krone zu kommen.                                  |
| Yin (隐帝)           | Liu Can (劉粲 / 刘粲)  |                 | 318            | Sohn von Liu Cong. Liu Mi bestieg im September den Thron und wurde im November in einem Putsch getötet. |
|                      | Liu Yao (劉曜 / 刘曜)  |                 | 318-328        | Ein Adoptivsohn von Liu Yuan. Liu Yao änderte den Staatsnamen auf Zhao. Er wurde von Shi Le getötet.    |
|                      | Liu Xi (劉熙 / 刘熙)   |                 | 329            | |

1. Der Ehrenname ist der Name des Kaisers, den er nach seinem Tod zur Ehrung erhalten hat. Das ist auch der geläufige Name des Kaisers, den die meisten Chinesen kennen.
2. Der richtige Name (sozusagen der bürgerliche Name) des Kaisers. Diesen Namen kennt man relativ selten. Nach chinesischer Tradition steht hier der Familienname an der ersten Stelle, gefolgt vom Vornamen.
3. Der Tempelname wird einem Kaiser postum verliehen, wenn er als Ahne im kaiserlichen Ahnentempel aufgestellt wird. Nicht alle Han-Zhao-Kaiser haben einen Tempelnamen.